# Bathophilus
Bathophilus (Giglioli, 1882) è un genere di pesci ossei marini appartenenti alla famiglia Stomiidae.

## Distribuzione e habitat
Il genere ha distribuzione cosmopolita. La specie B. nigerrimus è presente nel mar Mediterraneo.
Sono pesci meso e batipelagici che possono spingersi a profondità anche superiori ai 3000 metri.

## Descrizione
L'aspetto di questi pesci è caratterizzato dall'ampia bocca armata di lunghi denti, fotofori sulla superficie ventrale del corpo e dietro Le pinne dorsale e anale sono simmetriche e arretrate, le pinne ventrali sono lunghe, inserite in posizione alta e posteriore, i raggi di questa pinna sono liberi da membrana.. La taglia non supera le poche decine di centimetri.

## Tassonomia
Il genere comprende 18 specie:
- Bathophilus abarbatus
- Bathophilus altipinnis
- Bathophilus ater
- Bathophilus brevis
- Bathophilus cwyanorum
- Bathophilus digitatus
- Bathophilus filifer
- Bathophilus flemingi
- Bathophilus indicus
- Bathophilus irregularis
- Bathophilus kingi
- Bathophilus longipinnis
- Bathophilus nigerrimus
- Bathophilus novicki
- Bathophilus pawneei
- Bathophilus proximus
- Bathophilus schizochirus
- Bathophilus vaillanti